# كريستيان مارك
كريستيان مارك (بالألمانية: Christian Mark)‏ هو متزلج صدري نمساوي، ولد في 24 ديسمبر 1962 في إنسبروك في النمسا.

## وصلات خارجية
- كريستيان مارك على موقع الاتحاد الدولي لألعاب القوى (الإنجليزية)
- كريستيان مارك على موقع اللجنة الأولمبية الدولية (الإنجليزية)
- كريستيان مارك على موقع أوليمبيديا (الإنجليزية)